# Julián Ferrando Ortells
Julián Ferrando Ortells (Sueca, Valencia) fue un arquitecto español.

## Biografía
Fue arquitecto municipal de Sueca durante una dilatada época, en sustitución de Buenaventura Ferrando Castells. Construyó numerosas obras en la población, entre ellas algunas destacadas como la Sociedad Recreativa la Agricultura de estilo art déco valenciano o las escuelas Carrasquer, junto al arquitecto, también suecano, Emilio Artal.
Recibió la influencia de la arquitectura vanguardista del arquitecto suecano Juan Guardiola por ejemplo en la construcción de la Sociedad Recreativa la Agricultura, cuya fachada principal es semejante a la del teatro Serrano de Sueca, obra de su paisano Guardiola.

## Obras
- Escuelas Carrasquer (1929), junto con el arquitecto suecano Emilio Artal.[2][3]
- Sociedad Recreativa la Agricultura, en Sueca.